# إفيرالدو
إيفيرالدو ماركيز دا سيلفا (11 سبتمبر 1944 - 28 أكتوبر 1974)، الملقب بإيفرالدو، لاعب كرة قدم برازيلي لعب في مركز الظهير الأيسر لفريق غريميو بورتو أليغرينزي ومنتخب البرازيل. فاز بكأس العالم لكرة القدم عام 1970. أضيفت النجمة الذهبية إلى علم فريق غريميو بورتو أليغرينزي عام 1970 تكريماً له.